# 胡僧
《胡僧》，是1994年在中国的上映的一部动画片。是上海美术电影制片厂的陸成法执导出来的一部动画，该动画主要讲述的是有一个有奇怪葫芦的僧人所发生的故事。该作获得广电部优秀美术片奖。

## 剧情简介
有一个僧人他有一个奇怪的葫芦，只要他把葫芦里的东西倒入水中，水就会变成美味的酒，而一个小贩得知后想要通过一些手段得到葫芦，但是最后他不但没成功，反而还受到了惩罚。